# Dom Robotniczy w Stonawie
Dom Robotniczy w Stonawie – najstarszy dom robotniczy na Śląsku Cieszyńskim z 1905 roku.

## Historia
Podczas tzw. wielkiego strajku górników w r. 1900 powstała potrzeba zbudowania własnego miejsca do zebrań. Uchwała w tej sprawie zapadła na Walnym Zebraniu w dniu 8 stycznia 1905 w obecności 250 członków spółdzielni. Miesiąc później, 20 lutego 1905 zakupiono parcelę od miejscowego rolnika Jana Głąbka za 600 koron austriackich i wniesiono prośbę o pozwolenie budowy. Prośba została załatwiona pozytywnie 2 marca 1905. Plan budowy wykonał budowniczy Kabatek z Orłowej, który był głównym kierownikiem budowy. W dniu 27 marca 1905 roku położono pierwszy kamień pod fundamenty i rozpoczęto budowę. 10 października nastąpiła kolaudacja i w 5 dni później oddano budynek do publicznego użytku.

## Opis
Dom Robotniczy w Stonawie ma restaurację z potrzebnymi do tejże ubikacjami na parterze, zaś na piętrze obszerną salę, która pomieścić może przeszło 1000 osób. Sala mieści obszerną scenę dla odgrywania przedstawień teatralnych. Na galerii umieszczony jest aparat do urządzania kino-teatru. Wszystkie ubikacje Domu Robotniczego mają dwojakie oświetlenie: gazowe i elektryczne. W Domu Robotniczym skupiają się organizacje: zawodowa, polityczna i oświatowa, w ich posiadaniu jest dosyć bogata biblioteka, kółko teatralne i własna muzyka. I sklepy, i biura Stowarzyszenia spożywczego są umieszczone w Domu Robotniczym